# Google Meet
Google Meet es un servicio de videotelefonía desarrollado por Google. Es una de las dos aplicaciones que constituyen la nueva versión de Hangouts, siendo la otra Google Chat. Google comenzó a retirar la versión clásica de Hangouts en octubre de 2019.
Inicialmente Google lanzó Meet como un servicio comercial; en abril de 2020 Google comenzó a lanzarlo también a los usuarios gratuitos, causando especulaciones sobre si la versión para consumidores de Google Meet aceleraría la depreciación de Hangouts.
El 1 de junio de 2022, Google anunció sus planes para fusionar Google Duo y Google Meet en una sola plataforma. Una vez terminado el proceso, Google Duo pasará a llamarse Google Meet.

## Historia
Después de ser solo por invitación y de lanzar silenciosamente una aplicación en iOS en febrero de 2017, Google lanzó formalmente Meet en marzo de 2017. El servicio fue revelado como una aplicación de videoconferencia para hasta 30 participantes, descrita como una versión empresarial de Google Hangouts. En el lanzamiento, incluía un sitio web, una aplicación para Android, y para iOS. Las características para los usuarios de G Suite incluyen:
- Hasta 100 miembros por llamada para los usuarios de G Suite Basic, hasta 150 para los usuarios de G Suite Business, y hasta 250 para los usuarios de G Suite Enterprise[11][12]
- Capacidad de unirse a las reuniones desde la web o a través de la aplicación Android o iOS
- Capacidad de llamar a las reuniones con un número de llamada[11]
- Capacidad de grabación de la reunión con la opción de pago.
- Números de acceso protegidos por contraseña para los usuarios de la edición G Suite Enterprise
- Integración con Google Calendar para llamadas de reuniones con un solo clic
- Compartir pantalla para presentar documentos, hojas de cálculo, o presentaciones[11]
- Llamadas encriptadas entre todos los usuarios[11]
- Subtítulos cerrados en tiempo real, generado por IA.
- Los usuarios gratuitos tienen algunas limitaciones adicionales:
  - Las reuniones (después de septiembre de 2020) están limitadas a 60 minutos.[3]
  - Todos los participantes deben tener una cuenta de Google.[3]

Si bien Google Meet introdujo las características mencionadas para mejorar la aplicación original de Hangouts, algunas características estándar de Hangouts fueron desaprobadas, incluyendo la visualización de los asistentes y el chat simultáneamente. También se redujo a 8 el número de canales de vídeo permitidos de una sola vez (mientras que se pueden mostrar hasta 4 canales en un diseño "de baldosas"), dando prioridad a los asistentes que más recientemente utilizaron su micrófono. Además, se modificaron características como el cuadro de charla para superponer las transmisiones de vídeo, en lugar de cambiar el tamaño de estas últimas para que se ajusten.

### Acceso libre
En respuesta a la crisis de COVID-19 en marzo de 2020, Google comenzó a ofrecer las funciones avanzadas de Meet que anteriormente requerían una cuenta de empresa a cualquiera que usara G Suite o G Suite for Education. El uso de Meet se multiplicó por 30 entre enero y abril de 2020, con 100 millones de usuarios al día accediendo a Meet, comparado con los 200 millones de usos diarios de Zoom a partir de la última semana de abril de 2020.
Anteriormente, se requería una cuenta de Google business o G Suite para iniciar y organizar una videoconferencia Meet, pero con el aumento de la demanda de videoconferencia, Google anunció que el acceso gratuito a Meet comenzaría a desplegarse en mayo de 2020. Los planes a largo plazo de Google incluían poner Meet a disposición de los titulares de cuentas de Google, pero la crisis de COVID-19 aceleró el proceso. Tras el anuncio, el director de Gestión de Productos de Google recomendó que los consumidores utilizaran Meet por encima de las llamadas y videollamadas de Google Hangouts.
Las llamadas gratuitas de Meet solo pueden tener un único anfitrión, pero hasta 100 participantes, en comparación con el límite de 250 llamadas para los usuarios de G Suite y el límite de 25 participantes para Hangouts. A diferencia de las llamadas de negocios con Meet, las llamadas de los consumidores no son grabadas y almacenadas; la compañía declara que los datos de los consumidores de Meet no serán usados para apoyo publicitario. Si bien, según se informa, los datos de las llamadas no se utilizan con fines publicitarios, según un análisis de la política de privacidad de Meet, Google se reserva el derecho de recopilar datos sobre la duración de las llamadas, quiénes participan y direcciones IP de los participantes.
Los usuarios necesitan una cuenta de Google para iniciar llamadas y, al igual que los usuarios de Google Workspace, cualquier persona con una cuenta de Google podrá iniciar una llamada Meet desde Gmail. Las llamadas gratuitas de meet no tienen límite de tiempo, pero se limitarán a 60 minutos a partir de septiembre de 2020. Por razones de seguridad, los anfitriones pueden negar la entrada y eliminar a los usuarios durante una llamada. Google también planea desplegar un filtro de audio que cancela el ruido, un modo de luz baja y una vista de cuadrícula para Meet que permite a los usuarios ver hasta 16 participantes a la vez, respondiendo a la popularidad de la vista de galería de Zoom.
Google Meet es una aplicación de videoconferencia basada en estándares, que utiliza protocolos propietarios para la transcodificación de vídeo, audio y datos. Google se ha asociado con Pexip para proporcionar interoperabilidad entre el protocolo de Google y el protocolo de inicio de sesión basado en estándares SIP/H.323 protocolos para permitir las comunicaciones entre Meet y otros equipos y software de videoconferencia. Dado que Meet funciona en Google Chrome u otros navegadores y no requiere una aplicación o extensión, debería presentar menos vulnerabilidades de seguridad que los servicios de videoconferencia que requieren una aplicación de escritorio.